# Batalla de La Ciudadela
La Batalla de La Ciudadela fue un enfrentamiento militar librado entre las fuerzas federales al mando del brigadier general Juan Facundo Quiroga y los unitarios del coronel mayor (general) Gregorio Aráoz de Lamadrid en las afueras de San Miguel de Tucumán, Argentina, el 4 de noviembre de 1831. Ocurrió en el contexto de la guerra civil iniciada tres años antes y terminó con una completa victoria federal, marcando el final del conflicto y dejando a todas las provincias rioplatenses bajo gobiernos de esa ideología.

## Antecedentes

### Avance de Quiroga
A inicios de 1831, las Provincias Unidas del Río de la Plata estaban divididas en una guerra civil entre la Liga del Interior de ideología unitaria y la Liga del Litoral de tendencia federal. Gracias al apoyo militar de los gobernadores de Buenos Aires y Santa Fe, brigadieres Juan Manuel de Rosas y Estanislao López respectivamente, el caudillo de La Rioja, brigadier Juan Facundo Quiroga, se lanzó en una fulminante ofensiva.
El 8 de marzo, Quiroga y su División Auxiliar de los Andes, de 350 hombres, entraba en Río Cuarto después de tres días de lucha. El 18 de marzo, el riojano vencía y daba muerte en el Morro, un lugar a orillas del río Quinto, al coronel Juan Pascual Pringles. El 22 de marzo, ocupaba San Luis y seis días más tarde derrota al gobernador de Mendoza, coronel José Videla Castillo, en Rodeo de Chacón, volviéndose dueño de Mendoza, desde donde envió destacamentos a recuperar La Rioja y San Juan.
Por su parte, el «Protector Supremo y General del Ejército unitario» y gobernador de la provincia de Córdoba, brigadier José María Paz, estaba en problemas. Aunque mandaba más de 3000 a 5000 soldados, las montoneras federales de los hermanos Francisco y Guillermo Reinafé actuaban en su provincia, el coronel Ángel Pacheco había tomado Fraile Muerto y no podía retroceder al oeste porque Quiroga avanzaba hacia Córdoba por Ischilín. Su derrota parecía inevitable si la vanguardia de Estanislao López se unía al gran ejército que estaba reuniendo Rosas en San Nicolás de los Arroyos, así que Paz decidió atacar primero. Avanzó hasta Santa Rosa de Calchines buscando al brigadier López, quien se retiró a El Tío, donde el brigadier unitario lo persiguió. Ahí, el 10 de mayo, Paz fue capturado mientras exploraba el terreno. De inmediato, su Liga del Interior empezó a desmoronarse, pues su existencia dependía del prestigio alcanzando por el general y la unidad en el mando de su ejército: «La situación que el General Paz había creado en las provincias del interior no había arraigado en la conciencia, ni aun en el sentimiento del pueblo».

### Retirada de Lamadrid
El 11 de mayo, en el campamento unitario en Los Álvarez, a dos leguas de Santa Rosa, los jefes unitarios restantes, general Gregorio Aráoz de Lamadrid y coroneles Juan Esteban Pedernera, Román Deheza y Mariano Acha, recibieron cartas de Paz pidiéndoles que cesaran las hostilidades, quizás temiendo por su vida pues había sido muy cruel con los federales. Otra posibilidad es que escribió esas cartas pensando que él era el único capaz de conseguir la victoria unitaria y habiendo sido capturado solo quedaba someterse y cesar la guerra. No le hicieron caso y eligieron como nuevo líder a Lamadrid. La principal discusión se dio entre Lamadrid y Deheza por el mando supremo, imponiéndose el primero; Deheza optó por renunciar a todo mando militar y marcharse a Córdoba, luego Tucumán y finalmente a Bolivia. Durante mayo se ascendieron al rango de coronel mayor (parte del generalato) a los coroneles Juan Esteban Pedernera, José Videla Castillo y Juan Gualberto Echeverría. Lamadrid se demostró incapaz, tanto de continuar los planes de Paz, como de imponerse a los otros jefes unitarios, lo que llevó a la disgregación de su ejército.
Desde el 16 de mayo, Lamadrid ejerció el gobierno interino en Córdoba, pero la consideró indefendible. El 26 de mayo se retiró a San Miguel de Tucumán, llevándose toda la platería que pudo. Estanislao López acusó de cobardía o descuido a los hermanos Reinafé y el coronel mayor Juan Felipe Ibarra por no rodear e inmovilizar al ejército unitario en retirada: «Cobardía o desacuerdo de Ibarra y Reinafe había sido dejarle ir, teniendo tanta gente con quien rodearlo y hacerlo pedazos». Sin embargo, el 1 de junio, una columna de tucumanos y catamarqueños al mando de los coroneles Mariano Acha y José Segundo Roca venció en Piedritas a una montonera de 1000 santiagueños mandada por Francisco Reinafé. Entre tanto, el 30 de mayo, el gobernador interino de Córdoba, Mariano Fragueiro, envió a los delegados Francisco Bedoya y Dalmacio Vélez Sarsfield a Calchín, donde negociaron con Estanislao López la adhesión de la provincia a los federales. El 31 de mayo, la vanguardia del brigadier López, al mando del coronel Pascual Echagüe, entraba en Córdoba, y el 5 de agosto, José Vicente Reinafé fue elegido gobernador.
Lamadrid eligió retirarse al noroeste porque en Tucumán y Salta habían gobiernos unitarios y tenían cerca a Bolivia. En cuanto entró en la provincia de Catamarca, cedió el mando en jefe al gobernador de la vecina provincia de Salta, el coronel Rudecindo Alvarado, quien dividió sus fuerzas en tres cuerpos: el 1.º bajo el mando de Lamadrid, el 2.º bajo el mando del general Javier López y el 3.º bajo su mando personal y actuando como reserva. En la provincia de Tucumán gobernaba José Frías y Lamadrid gozaba de mucho prestigio, lo que le permitió reconstruir sus fuerzas, importar armas de Bolivia y acantonarse en La Ciudadela, una fortaleza cercana a San Miguel, construida por el brigadier José de San Martín. Tuvo seis meses para prepararse, durante los cuales exigió varias contribuciones forzosas a los vecinos, como de los tres conventos de la capital provincial, desde donde consiguió 10 000 pesos.

### Campaña final de Quiroga
Por su parte, Estanislao López, jefe de las fuerzas federales, ordenó al coronel mayor Juan Ramón Balcarce retirarse de Córdoba con el grueso del ejército porteño, y mandó a Quiroga a conquistar las provincias norteñas solo, aunque los unitarios eran fuertes en ambas. El caudillo riojano aceptó a regañadientes, pues sospechaba que su rival santafesino deseaba deshacerse de él. Abandonó su cuartel general en Mendoza y se dirigió a la provincia de San Juan, donde organizó personalmente sus fuerzas, mientras que en Mendoza y La Rioja lo hicieron los coroneles José Ruiz Huidobro y Juan de Dios Bargas respectivamente.
Después de los preparativos, el coronel mayor unitario Javier López –inspector general del ejército y comandante general de la caballería– combatió a los federales de la provincia de Santiago del Estero, logrando vencer al general Ibarra en Río Hondo el 20 de octubre. En tanto, Lamadrid se enteró de que la vanguardia federal se había apoderado de San Fernando del Valle de Catamarca y partió hacia allí a ayudar a los unitarios locales. El avance federal había sido fulminante y depusieron sin problemas al gobernador unitario, Miguel Díaz de la Peña. El 27 de octubre, se supervisó a una nueva legislatura que eligió gobernador al coronel federal Marcos Antonio Figueroa. Díaz de la Peña, perseguido, se vio obligado a huir en búsqueda del ejército unitario. Mientras tanto, Lamadrid aprovechó de hacer un rodeo por el sur de Tucumán y unir fuerzas con Díaz de la Peña; juntos avanzaron sobre San Fernando del Valle, forzando a la vanguardia federal a emprender la retira para unirse con Quiroga. El jefe unitario se decidió a aniquilar la columna enemiga mandada por el coronel Bargas. Consiguió darles alcance y vencerlos en Miraflores. Sin embargo, recibió una carta del gobernador Alvarado ordenándole retirarse al norte para unir fuerzas y el jefe unitario juzgó prudente hacerle caso.
Esta victoria sobre la vanguardia federal dio nuevos ánimos al jefe unitario. Ordenó la concentración de sus fuerzas en El Tala para detener a Quiroga: a la columna venida desde Catamarca bajo su mando personal, a las venidas desde Santiago del Estero a las órdenes del coronel Castro y a las reclutadas en San Miguel de Tucumán por el general Javier López. El general unitario seguía en Catamarca cuando fue sorprendido por la rápida venida de Quiroga, quien no le dio tiempo de reunir a las milicias locales, debiendo abandonarlas y retirarse a San Miguel, donde llegó seis días más tarde, siempre seguido de cerca por el riojano. Con esa retirada, abandonaba su plan de dar batalla en El Tala.

## Ejército unitario

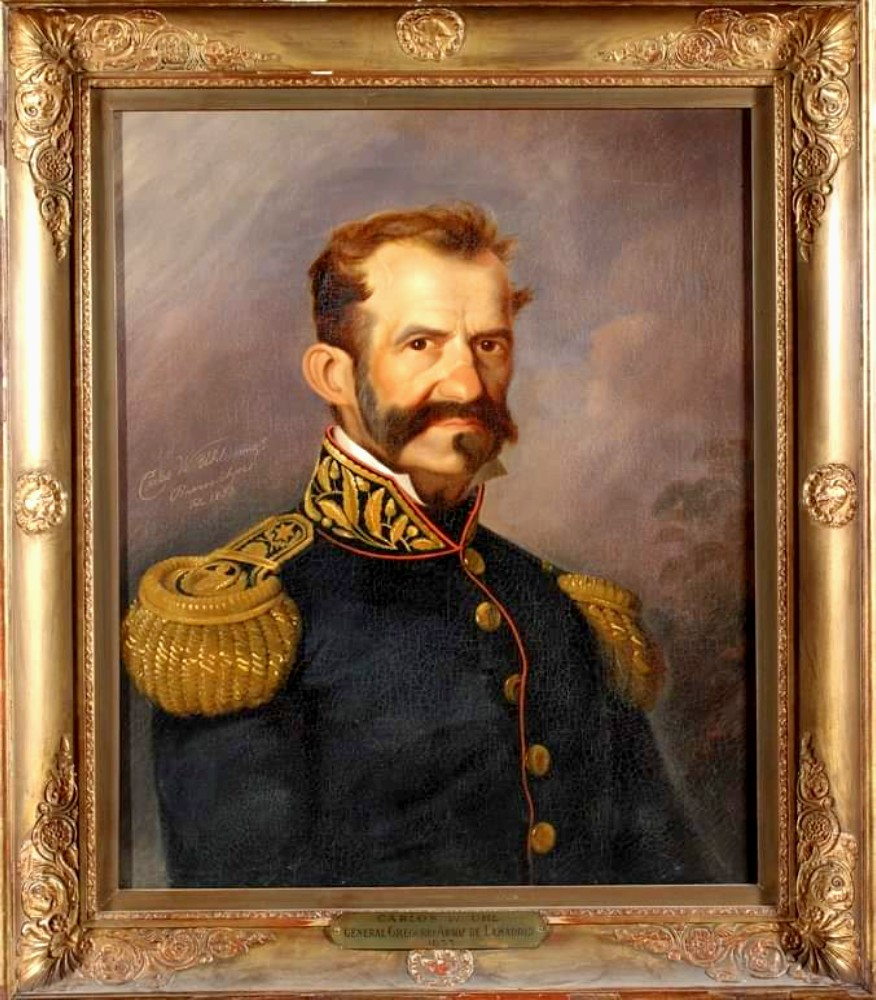
Retrato de medio cuerpo del general Gregorio Aráoz de Lamadrid, en marco de madera labrada en oro, por Carl W. Uhl, 1853.

### Fuerza en la batalla
Según los historiadores argentinos José María Rosa y Adolfo Saldías, después de la captura de Paz las fuerzas unitarias se vieron diezmadas por las deserciones, por lo que descendieron a menos de 1500 hombres. Manuel María Cervera los rebaja a apenas 600 o 1000, basado en el brigadier López: «[Lamadrid] evacuó esta provincia [Córdoba] del todo el día 4 del presente [junio] por el camino de Catamarca con 600 hombres y según otros con 1000 según otros». Sin embargo, en los meses que estuvo en San Miguel, Lamadrid pudo reconstruir sus fuerzas y elevarlas hasta los 3000, destacando su infantería formada por Paz en Córdoba.
Su colega y compatriota, Félix Best, hablaba de 1950 soldados en el ejército unitario, de los que 770 eran de infantería apoyados por 10 cañones de campaña. El historiador Bernardo Frías estimaba, basado en las Memorias de Lamadrid, que el ejército unitario contaba con más de 3500 combatientes y 10 cañones, distribuidos en 1950 hombres de línea y más de 1600 jinetes tucumanos mandados por el coronel mayor Javier López. Otro historiador, Vicente Fidel López, afirmó: «[Javier López] se puso a sus órdenes [de Lamadrid] con todas las fuerzas que formaban la división tucumana, y que no bajaban de unos mil quinientos hombres; esto es, tantos como los que habían quedado del ejército de Paz a Lamadrid». El propio Lamadrid afirma que cuando se retiró a Tucumán Javier López le había asegurado que «podía ahogadamente poner sobre las armas» 3000 milicianos porque su provincia era «reducida [en extensión] y poblada», fuerza más que suficiente para vencer a Quiroga.
Por su parte, la historiadora Lily Sosa de Newton consideraba que ambas fuerzas eran similares en número, aunque los federales tenían mejores caballadas. Descarta como exageradas las estimaciones de 3000 a 4000 efectivos por ejército y, basada en Gerónimo Espejo, estima que los unitarios serían unos 1900. Según una carta, Espejo estimaba que los unitarios tenían 100 artilleros operando 10 piezas de campaña, 700 infantes en los batallones N.° 2 y N.° 5 del Ejército Nacional, 300 jinetes en el regimiento N.° 2 de Coraceros, 500 milicianos montados de Tucumán al mando del coronel mayor López y el resto una división de milicias catamarqueñas, totalizando 1900 hombres, incluyendo 1100 jinetes. Según Isidoro Ruiz Moreno los unitarios tenían 500 jinetes en su ala derecha, un número similar en la izquierda, 350 infantes en el centro y 255 jinetes de reserva más algunos voluntarios cívicos. Rosendo Fraga especuló que Lamadrid pudo disponer de 2000 hombres en la batalla, pero de habérseles unido la columna de Castro y de haber llegado algún contingente salteño bien hubieran alcanzado los 3600 a 4000.
Sin embargo, Damián Hudson, a quien va dirigida la carta no se muestra de acuerdo y estima en 2500 a 3000 unitarios, más o menos equivalentes a sus enemigos. Domingo Faustino Sarmiento solo menciona que los unitarios tenían 8 piezas de artillería. En cambio, el escritor argentino Jorge Newton Montes de Oca describe al ejército unitario en 1500 jinetes, 200 infantes y 4 piezas de artillería. Se han retirado constantemente, empleando guerrillas (unidades de infantería en formación abierta o dispersa) para defenderse de la vanguardia federal. Según Saldías ambas fuerzas tenían unos 3000 hombres. El historiador Fernando Sabsay estimaba que los unitarios sumaban 3000 hombres.
Respecto del número de baterías de artillería, Quiroga menciona que eran tres y Lamadrid sólo dos.

### Fuerza de Alvarado
Se sabe que el gobernador Alvarado tenía 3000 salteños cerca de Salta, incluyendo 500 regulares al mando de los coroneles José Ignacio de Gorriti y Miguel Puch, por lo que Best es muy crítico de Lamadrid por presentar batalla sin haber alcanzado a reunirse con ese contingente que le habría dado una amplia superioridad numérica. José María Rosa señala que Alvarado pudo haber acabado con Quiroga si hubiera marchado: tenía tropas, armas y la ayuda boliviana pero no lo hizo, sin saberse motivos. Lamadrid afirma que esperó a Alvarado hasta el día mismo de la batalla y confiaba en que Castro llegaría a ayudarlos, por eso no retrocedió a Salta.
Frías acusa a Lamadrid de no seguir los planes de Alvarado y haber retrocedido a Salta para unir fuerzas, juntos sus fuerzas no hubieran bajado de 5000 hombres, la mayoría de línea y veteranos de las guerras independentistas, ya que Salta y Jujuy fueron el teatro de operaciones de 15 años de guerra constante y devastadora como vanguardia de la defensa rioplatense. Según Frías, Lamadrid no siguió el plan porque deseaba la gloria de la victoria y vengarse de Quiroga derrotándolo en Tucumán, lugar donde el riojano lo había vencido en El Tala y Manantial. Para este autor, Lamadrid sabía que –si hubiese esperado más a presentar batalla– Alvarado habría llegado, habría asumido el mando y le habría quitado su gloria y venganza. En cambio, Sosa de Newton justificaba la decisión de Lamadrid aduciendo que Alvarado jamás quiso ayudarlo: «Sólo le queda Alvarado con su ejército de tres mil hombres, a quienes halla acampados en las cercanías de la ciudad de Salta. Pero el gobernador de Salta ya se encuentra en tratos con Quiroga, y está dispuesto a abandonar la lucha». Paul Groussac tenía una postura similar: «Tanto Frías como Alvarado (...) estaban dispuestos á someterse á los que vencieron sin combate en Córdoba; pero la llegada de La Madrid con su división, hizo forzosa la resistencia».

### Fuerza de Castro
Además, el propio Lamadrid se lamentaba que otros 1000 milicianos tucumanos a cargo del coronel Castro no llegaron a tiempo desde el sur de la provincia para unírsele. Castro había quedado al mando del regimiento Granaderos a Caballo, el mejor adiestrado de la provincia, al que se le fueron agregando escuadrones hasta alcanzar ese millar de efectivos. Best se muestra más comprensivo, pues en este caso y de otras milicias al norte y este de la provincia, el rápido avance de Quiroga no dio tiempo para unir fuerzas: «En veinticuatro días, atravesó con su ejército, cerca de trescientas leguas de territorio; de manera que estuvo a punto de sorprender, a pie, algunos escuadrones del ejército enemigo». Además, Newton Montes de Oca señala que Javier López se mantuvo en San Miguel indeciso, negándose a ayudar a Lamadrid cuando le solicitó caballos, y cuando finalmente actuó ya era tarde. Según Sosa de Newton, la proximidad de Quiroga impidió a Lamadrid esperar refuerzos, especialmente con lo poco fiables promesas de ayuda de personajes como Alvarado.
En sus Memorias, el general unitario acusa al inspector general tucumano de sabotaje. El día de la batalla, Lamadrid creía que Javier López ya había mandado mensajes a Castro para que se les uniera, pues sabía que el coronel Castro estaba en una reducción al sur de la provincia del Tucumán, en la retaguardia de Quiroga. Lo que esperaba Lamadrid era que Castro apareciera y amenazara por detrás a los federales. Después de la batalla, cuando el jefe unitario le preguntó al coronel mayor tucumano dónde estaba Castro, aquel respondió que no sabía; y cuando los unitarios derrotados habían huido a Trancas, Lamadrid se enteró de una carta escrita por Castro para el inspector general y fechada el 5 de noviembre en Las Tipas, al oeste de Tapia. La columna del coronel había llegado en la noche del día 4 a los alrededores de San Miguel viniendo desde la retaguardia de Quiroga, ahí se encontró con unitarios dispersos que le explicaron lo sucedido. Aunque sus oficiales y milicianos le animaron a atacar sorpresivamente a los federales durante la noche, Castro optó por dar un rodeo y seguir al norte, sin embargo, sus tropas se desmoralizaron y desertaron, quedando con apenas 250 milicianos. Cuando se enteró, Lamadrid quiso increpar a Javier López, quien simplemente envió un mensaje a Castro ordenándole reunirse con el resto de los supervivientes.
El jefe unitario da a entender que el coronel mayor habría retrasado la llegada de Castro en sus órdenes anteriores a la batalla, o que Javier López le dijo a Castro que no atacara hasta que recibiera una orden directa de él mismo. Por error o intriga, el contingente del coronel no participó de la batalla.

## Ejército federal
Acorde con Rosa, la División Auxiliar de los Andes que mandaba Quiroga sumaba sólo 350 jinetes al inicio de su campaña. Un número ínfimo en comparación a los 10 000 porteños concentrados en San Nicolás a las órdenes del ministro de guerra Juan Ramón Balcarce y los 2000 dragones que tenía Estanislao López en Calchines, armados por Buenos Aires y acostumbrados a hacer de guerrilleros, pero no a grandes batallas campales. Recién el 27 de febrero partieron de Buenos Aires algunos refuerzos para el brigadier López. Se trataba de 800 infantes al mando de los coroneles Félix de Olazábal y Mariano Benito Rolón, 200 cazadores veteranos, algunos milicianos y una sección de artillería. Para ese entonces, los santafesinos ya estaban combatiendo en Córdoba, volviéndose evidente que Rosas deseaba que la carga del esfuerzo bélico recayera en los santafesinos.
La división de Quiroga rápidamente creció después que reconquistó Mendoza, hasta los 2000 aunque solo con la mitad marchó sobre Tucumán. En cambio, Best creía que los federales eran unos 1670, incluyendo 450 infantes, el resto caballería. Frías estimaba que eran 1700, casi todos de caballería. Los dos últimos parecen basarse en las Memorias de Lamadrid, quien cifraba a los federales en 500 infantes y 1200 jinetes.
El historiador peruano Felipe Barreda y Laos eleva su número a 4000, reclutados rápidamente gracias al apoyo de los populares caudillos Ángel Vicente Peñaloza y José Félix Aldao, quienes decidieron secundar las órdenes de Buenos Aires y sorprendieron a Quiroga con el número de hombres que les apoyaron. Sin embargo, al menos Peñaloza sólo lo hizo para ayudar a Quiroga, no a Rosas. Espejo estimaba las fuerzas federales en 1200 o más jinetes y 500 infantes; sin embargo, Hudson no se muestra de acuerdo y eleva el número a 2500 a 3000, ya que en su marcha al norte se habrían sumado contingentes de San Juan, La Rioja y Catamarca. Newton los cifra en 1500 infantes y 1200 jinetes descansados y bien organizados. Saldías estima a ambos ejércitos en 3000 combatientes. Diego Abad de Santillán da la estimación más alta: 4000 federales.

## Combate

### Escaramuza
El 2 de noviembre, la vanguardia de Quiroga se aproximó a Pueblo Viejo donde transcurre el río homónimo, ahí sostuvieron una escaramuza con tropas unitarios hasta retirarse. Cuando los federales llegaron a Monteros, Lamadrid tuvo la oportunidad de cargar contra uno de sus flancos, pero no lo hizo porque dudaba entre dar batalla o retirarse a Salta para unirse a Alvarado. Cuando Quiroga cruzó el río, los unitarios iniciaron la retirada, pero justo aparece Javier López con una división, quien permaneció en la retaguardia en el monte de los Laureles, negándose a retirarse. A las 12:00 horas, cuando el inspector Javier López intentaba cruzar un arroyo cerca de Famaillá, fue atacado sorpresivamente por los jinetes federales del 1.er escuadrón del regimiento Auxiliares de los Andes al mando del comandante Pantaleón Argañaraz. Los 200 tucumanos fueron dispersados y demoraron horas en reagruparse. Habrían sido masacrados, pero un capitán de la segunda compañía, Faustino Beatriz Soria, dio orden de alto. En cuanto el escuadrón volvió al campamento federal, Soria fue fusilado por cobardía y se dio orden en las unidades de caballería e infantería a los oficiales que en la batalla mataran a todo soldado que intentara huir.
Hostigado sin cesar por los federales, el 3 de noviembre Lamadrid se refugió en La Ciudadela, mientras el grueso de sus tropas salió de San Miguel a las órdenes de Pedernera y Videla Castillo para ocupar el campo seleccionado para la batalla. El lugar es el mismo donde los brigadieres Manuel Belgrano y Juan Pío Tristán se enfrentaron en 1812. Se encuentra frente a La Ciudadela, nombre dado a la fortaleza construida por el brigadier José de San Martín para acuartelar y entrenar a sus soldados. El lugar es la actual plaza General Belgrano, a diez cuadras del centro de San Miguel.

### Disputas en el mando unitario
Al amanecer del 4 de noviembre, Quiroga avanzó por el Rincón de Ugarte y Lamadrid se sintió obligado a presentar batalla, aún cuando faltaba el millar de milicianos del coronel Castro y no habían llegado los batallones de milicias de Burruyacú, La Ramada y Trancas. El general unitario estaba muy débil por una operación de un tumor y debió ser ayudado a subir a su montura. Entre la población local había muchas esperanzas que lograra vencer, lo que llevó a que muchos comerciantes, vecinos y hasta sacerdotes a caballo fueran a mirar la batalla desde atrás de la línea unitaria, como lo habían hecho en la batalla de Manantial.
Poco antes de iniciar la acción, el teniente coronel Juan Balmaceda se acercó al general unitario para pedirle que fuese su escuadrón el primero en cargar contra los federales. Se trataba de un escuadrón del regimiento 2.° de Coraceros el Invencible al cual, ni en la guerra del Brasil ni en las guerras civiles jamás un enemigo había resistido sus cargas. Sarmiento y Lamadrid creen que de haber sucedido la carga de esa unidad de élite, los unitarios podían haber vencido; sin embargo, los coroneles mayores López y Pedernera reclamaron porque, para hacerlo, se les quitaba el mando de ese regimiento; argumentaron que una tropa de tal calidad debía quedar en reserva, no usarse al comienzo de la lucha. Otros oficiales le apoyaron y Lamadrid, viendo que no tenía autoridad suficiente, cedió y la unidad fue enviada a reserva; posteriormente, Lamadrid reconoció que ceder fue un error. Sarmiento describe al ejército unitario como «medio federalizado, medio montonerizado», derruido por las desafecciones internas, con un Lamadrid incapaz de controlar a Javier López e irrespetado por el resto de sus subalternos. Además, la retirada había dejado la moral por los suelos.

### Formaciones
Lamadrid describe su orden de batalla en sus Memorias: protegió el extremo de su ala derecha con una zanja y un cerco de tunas. Ese sector estaba al mando del coronel mayor Javier López, a cargo de las milicias tucumanas, el escuadrón de coraceros del coronel Santiago Albarracín y un contingente de catamarqueños a órdenes del coronel Mariano Acha. Su ala izquierda estaba formada por el regimiento 2.° de Coraceros y escuadrones de milicias de Tucumán al mando del coronel mayor Juan Pedernera, apoyados en la fortaleza de La Ciudadela. En el centro estaban a la inmediata disposición de Lamadrid dos columnas paralelas de infantería a cargo del coronel mayor Videla Castillo y del coronel Lorenzo Barcala. Cada columna tenía una batería de 4 piezas de campaña al mando, flanqueadas por obuses y mandadas por el coronel Juan Arengreen. Su reserva se componía de un grupo de voluntarios y el escuadrón del teniente coronel Juan Balmaceda. El jefe de Estado Mayor es el coronel Isidoro Larraya. Las intenciones del comandante unitario eran atraer sin resistencia a los federales al norte de Manantial, de modo que tendrían que pasar por el Rincón de Ugarte para llegar a San Miguel, donde el terreno impediría a los federales desplegar a su caballería.
Ese amanecer, los federales salieron en tres columnas de Famaillá a Monte Grande y a las 9:05 horas se encontraron con una guerrilla unitaria que les impidió llegar a las posiciones enemigas. Quiroga formó a sus hombres fuera del alcance de la artillería unitaria. Según el parte de la batalla escrito por el caudillo riojano, su orden de batalla era el siguiente: su ala izquierda era mandada por el coronel José Ruiz Huidobro con el regimiento Auxiliares de los Andes y los comandantes de escuadrón Pantaleón Argañaraz, Celestino Romero, Félix Romay, Bruno Ponce, Manuel del Castillo y Próspero Herrera. Al centro estaba el batallón de infantería N.° 2 de Defensores de la Libertad que mandaba el coronel Manuel Quiroga Carril. A la izquierda el regimiento N.° 2 de Caballería del coronel Juan de Dios Bargas, secundado por los comandantes Nazario Benavides, Julián Cuenca, Hipólito Tello y Gervasio Ponce, y el teniente coronel Martín Yanzón. En reserva estaba la escolta personal del brigadier Quiroga y el 5.º escuadrón de los Auxiliares de los Andes al mando de los comandantes Juan Manuel Yupe y Francisco Torres. Así, sus fuerzas se dividían en dos mitades que a su vez se subdividían en dos cuerpos. Su plan consistía en flanquear a los unitarios, evitando su artillería y rodear su bien posicionado centro.
Antes de dar las últimas disposiciones, se adelantó con un trompa de órdenes para reconocer las posiciones enemigas. Lamadrid señala que el riojano hizo a un escuadrón adelantarse por su flanco izquierdo y a otro por el derecho para reconocer o amenazar las alas unitarias. Para él un evento de nula importancia, pues cuando hizo el amago de cargar y envolverlos, los federales retrocedieron. Sarmiento menciona que entonces Quiroga envió una guerrilla que cargó contra la división tucumana y la persiguió hasta la ceja de un monte, pero luego se retiró. Ante esto, según Sarmiento, el caudillo riojano preguntó al oficial a cargo por qué hizo eso, y como aquel respondió «Porque había fuerzas superiores», lo hizo fusilar en el acto. Desde ese momento, los federales temían más a su comandante que al enemigo y no dudaron en cargar. El relato de este autor se basa en conversaciones con Lamadrid muchas décadas después, aunque por describir al caudillo federal como una figura heroica, el anciano general unitario se quejó, sintiéndose traicionado.

### Enfrentamiento
Como fuentes principales se han utilizado el parte de Quiroga y las Memorias de Lamadrid, las que a veces se contradicen y describen la batalla desde su punto de vista.
La batalla comenzó a las 10:00 horas y había durado «dos horas y treinta y cinco minutos de un combate sostenido con ardor por ambas fuerzas». La acción empezó con una carga federal sobre ambos flancos del llamado «ejército de Tucumán». Según Quiroga, los escuadrones 1.º y 2.º del regimiento Auxiliares de los Andes (comandantes Argañaraz, Romero y Ramallo) y los 3.º y 4.º (comandantes Ponce, Castillo y Herrera) recibieron órdenes de formar en dos columnas y esperar que el coronel Huidobro les mandara cargar rápidamente contra el flanco derecho unitario. Entre tanto, los escuadrones 1.º y 4.º del regimiento N.° 2 de Caballería (comandantes Benavides, Cuenca y Tello) y el 2.º y 3.º (comandados por Ponce y Yanzón) formaron en columnas y debían esperar la orden del coronel Ruiz para cargar contra el flanco izquierdo unitario. Los escuadrones 1.º y 2.º de los Auxiliares de los Andes y 3.º y 4.º del N.° 2 de Caballería atacaron al grueso de la caballería unitaria, destacando por su desempeño Ruiz y Yanzón. Entonces la reserva unitaria cargó para ayudar a su caballería (y también a su infantería), pero cuando los jinetes unitarios fueron definitivamente vencidos su centro quedó condenado.
Acorde a las Memorias del jefe unitario, Quiroga comenzó la batalla con una carga de sus escuadrones adelantados sobre ambas alas unitarias. Pedernera fue enviado con su caballería a proteger el flanco izquierdo de los unitarios, ante lo cual, los jinetes federales que le hacían frente se detuvieron y retrocedieron. El jefe unitario mandó a su artillería cesar el fuego para que Pedernera pudiera atacar al enemigo, pero aquel se detuvo, lo que fue aprovechado por los carabineros federales para dispararles con sus carabinas. Ante tal situación, Lamadrid se dio cuenta de que el ala Pedernera estaba por huir y ordenó al escuadrón de Balmaceda intervenir. Luego, fue a ver qué había pasado con el flanco derecho a cargo de Javier López, donde esperaba una victoria contundente, y se enteró de que los jinetes del inspector general ya estaban en fuga. En su ala izquierda unitaria ni Pedernera ni Balmaceda hicieron mucho antes de retroceder, pero Lamadrid no pudo ir a su sector a asumir el mando personalmente porque debió ayudar a su infantería. Lamadrid afirma que cinco minutos después de empezar la batalla su caballería lo había abandonado.
En el centro de la batalla, según el parte de Quiroga, ante el primer ataque federal, Lamadrid hizo romper fuego a su artillería, que desorganizó a los atacantes y rechazó al batallón del coronel Manuel Gregorio Quiroga, que había cargado contra la infantería en el centro. Dos escuadrones de la reserva federal fueron enviados a auxiliar al batallón, logrando capturar las baterías y matar a la mayoría de los infantes con su primera carga. Entonces reaccionó la reserva de los unitarios para recuperar las baterías, cuyas piezas volvieron a abrir fuego contra los federales. Sin embargo, cuando la caballería unitaria fue definitivamente vencida, algunos escuadrones y el batallón federal atacaron nuevamente al centro unitario, aniquilándolo. En cambio, Lamadrid afirma que debió ir a asumir personalmente el mando de su infantería en el centro, pues sin el apoyo de la caballería, pronto sería flanqueada y se desbandaría. Mandó a sus columnas desplegarse y disparar a corta distancia para luego cargar con bayonetas mientras dejaba a Videla Castillo con 50 soldados para proteger las baterías. Esta acción fue exitosa para los unitarios, pero entonces su jefe vio a su retaguardia que los jinetes federales, victoriosos en ambas alas, habían capturado su artillería, que no había sido guarnecida por Videla Castillo. El batallón N.° 5 y los voluntarios cívicos estos cargaron contra la infantería unitaria por la retaguardia, pero Lamadrid los rechazó con una ráfaga fusiles. Sin embargo, las piezas de artillería empezaron a ser usadas por los federales para disparar contra la infantería formada en cuadro. Lamadrid atacó rápido y recuperó las piezas, excepto un cañón de a dos libras que se llevaron los jinetes.
Entonces, mandó a su ayudante de campo, apellidado Carmen García, a buscar a los coroneles mayores López y Pedernera para que regresaran con sus jinetes; destaca a Acha, que fue el único oficial que se quedó con la infantería. Los jinetes unitarios no volvieron y le quedaban apenas 200 infantes sanos cuando la caballería federal se reorganizó y cargó, pero fueron rechazados. Lamadrid afirma que él, Acha, su ayudante y cuñado Domingo Díaz Vélez, sus ordenanzas y sargentos Magallán y Ludueña y un cirujano inglés aprovecharon para cargar a caballo y matar algunos fugitivos. Posteriormente, al ver como los federales se reorganizaban a la distancia, envió al cirujano a buscar a su caballería y resistió otra carga, durante la cual la artillería de Arengreen mató al coronel Bargas. Nuevamente, Lamadrid y sus oficiales aprovecharon de atacar a los fugitivos, pues eran los únicos jinetes unitarios que quedaban. En esos momentos la caballería federal empezó a rodear completamente al centro unitario, cuyas municiones de fusil y artillería estaban casi agotadas, habían perdido un tercio de su fuerza por muertos y heridos y el resto sufría por la sed. El coronel Acha se había escabullido, según Lamadrid quizás para buscar a su caballería, mientras que Arengreen fue muerto de un tiro mientras dirigía su unidad. Por entonces, las campanas de la ciudad habían dejado de repiquetear en señal de derrota.
Cerca de las 13:00 horas, Lamadrid, Díaz Vélez, Magallán y Ludueña se dirigieron a la batería del teniente coronel Cayetano Cortina, a quien se le ordenó montar y decirle a Videla Castillo que formara un cuadro con la infantería mientras ellos se abrirían paso para buscar a su caballería. Los jinetes se dirigieron a San Miguel, siendo pronto alcanzados por Cortina, quien le informó que la orden se la había comunicado al coronel Larraya, pues Videla Castillo ya se había marchado, y le pidió permiso para acompañarlo, lo que fue aceptado. En la capilla Señor de la Paciencia, al oeste de la ciudad, tuvieron un choque con el enemigo y Ludueña fue herido. El resto logró huir hacia un grupo de jinetes distantes que creyeron propios pero resultaron ser 50 carabineros federales que los persiguieron. Entonces, Lamadrid entró en San Miguel y fue a su casa a buscar a su esposa, María Luisa Díaz Vélez, pero una criada le dijo que sus familiares la habían llevado a la plaza de armas. El jefe unitario entendió que no quedaba tiempo y decidió huir al norte por el camino a Nogales, a donde llegó con sus acompañantes a las 14:00 horas. Ahí se encontró con su ayudante de campo, mayor Ramón Ferrer, quien le dijo que nadie sabía de los generales López y Pedernera, sólo que Videla Castillo y 100 sobrevivientes estaban en Tapia, más al norte. Se unen a masa de emigrados que huyen de San Miguel, donde la causa unitaria era mayoritaria.
Lamadrid llegó a esa localidad a las 15:00 horas y ahí esperó hasta las 21:30, cuando llegó Magallán. Había pasado que cuando los persiguieron los 50 carabineros federales cerca de San Miguel, Magallán vio una columna de 200 jinetes cerca y fue enviado a averiguar quiénes eran. Eran milicianos unitarios recién llegados de Burruyacu y La Ramada a cargo del coronel Valladares. El sargento logró convencer al oficial superior de cargar, pero al llegar a las cercanías de La Ciudadela se encontraron con un escuadrón federal que les abrió fuego y los rechazó.
Sarmiento resume el combate del siguiente modo: «A la primera tentativa de carga, desbándase la caballería de Lamadrid; sigue la reserva, y cinco jefes a caballo quedan tan sólo con la artillería, que menudeaba sus detenciones, y la infantería, que se echaba a la bayoneta, sobre el enemigo». Saldías, basado en las Memorias de Lamadrid, responsabilizó a la cobardía de su caballería y la bravura de la enemiga, lo que dejó vulnerable a su infantería. Camogli señala que la clave de la batalla fueron las cargas de la caballería federal, que agotaron a su contraparte. La infantería unitaria, rodeada, intentó formar un cuadro pero igualmente fue masacrada.

## Consecuencias

### Bajas
Quiroga admite que fallecieron el coronel Bargas, el teniente coronel Joaquín Reyes Frontanel del Auxiliares de los Andes, el teniente de infantería Rafael Echegaray, el subteniente Isidoro Bazán, otro teniente, dos alférez y treinta y nueve soldados. Fueron heridos seis capitanes y setenta y siete soldados. Sin embargo, Camogli cree que las bajas federales bien pudieron alcanzar las quinientas. Por su parte, Rosa cree que sólo 400 de los 1000 federales que lucharon en la batalla sobrevivieron.
Respecto de las pérdidas unitarias, el caudillo riojano no da cifras, pero afirma que hubo muchos muertos, destacando los coroneles Juan Arengreen y José María Aparicio, el teniente coronel José María Villanueva, el mayor Ravelo y veinte oficiales de capitán a abajo en jerarquía. Muchos fallecidos quedaron diseminados en la distancia y hubo un alto número de prisioneros. Fidel López llegó a estimar en 1000 las bajas sufridas por los vencidos, a los que se sumaron hasta 400 prisioneros. Lamadrid admite que al menos 300 supervivientes lograron llegar a Trancas con Videla Castillo y 250 con Castro, sin mencionar los que iban con él mismo o Javier López.
Una de las causas de la derrota unitaria fue la división de su mando. López estaba más interesado en sabotear a Lamadrid que en vencer a los federales, por lo que operaba de forma independiente, y Alvarado reclutó a miles de soldados que jamás intentó llevar a la batalla. En cambio, en el ejército federal la autoridad de Quiroga era incuestionable. También hay cuestionamientos a las capacidades organizativas de Lamadrid. El general Paz afirmaba «tuvo mayores medios que ningun otro gefe, de levantar una buena division de tropas, (lo que tampoco hizo.)», lo que Lamadrid respondió acusando a Paz de no haber evitado que Quiroga reconquistara el Cuyo, lo que le impidió actuar. En su interrogatorio Paz se lamentaba: «Dejó un ejército, que en moral, disciplina, armamento, etc. es completo y capaz de batirse con el que V. presentase, fuese el que fuese; pero falto yo, todo es perdido, pues Madrid, que es quien queda á la cabeza, es incapaz de sacar ventaja alguna de su posicion, careciendo de aptitudes para llevar á cabo mis planes».
Paz también acusa a Lamadrid de irregularidades en su manejo de dineros: «Prescindiré de censurar la terrible irregularidad con que se manejó el negocio de los entierros de dinero (tapados) de Quiroga, y el desgreño con que se espendió un caudal que en aquellas circunstancias y en esas pobres provincias era de cuantía». Quiroga escribió: «no haber entregado usted sinó cuarenta y tantos mil pesos de los noventa y tres mil que se me extrajeron de los llanos. de que infiero que Ud., por pura delicadeza se sorbió la mayor parte». Lamadrid llama a la acusación infame y ridícula.

### Familia de Lamadrid
El 6 de noviembre, Lamadrid y varios de sus lugartenientes y aliados huyeron a territorio boliviano. Sin embargo, la familia de Lamadrid ha sido capturada. En la jornada de la lucha, ante el rápido avance de Quiroga, el general unitario no puede ocuparse de poner a salvo a su familia. Su esposa le envía una carta acusando que las esposas de López, Pedernera y Frías habían sido enviadas el día anterior a Trancas, pero nadie pensó en ella y para entonces ya era muy tarde. Sabedor de esto, Lamadrid escribió una carta pidiendo por la liberación de su familia a Quiroga, quien accede, pero en su respuesta le recrimina el maltrato sufrido por su familia, especialmente su madre, durante la ocupación unitaria de La Rioja. En una contra respuesta, Lamadrid negó que se hubiera dado tal maltrato a la madre del caudillo.
Además, en sus Memorias acusa al riojano de haber fusilado a 33 oficiales unitarios capturados contra el muro de la casa donde estaba alojada su esposa, aunque otros estudiosos como Ramón Torres Molina reducen la cifra a 27 y el evento habría ocurrido en venganza por la muerte del coronel mayor José Benito Villafañe.

### Destino de Salta
Quiroga quedó con apenas 400 soldados después de la victoria, y sabedor que no podría invadir Salta resolvió renunciar al mando al día siguiente de la batalla. Sin embargo, su renuncia fue rechazada por López y Rosas, quienes exigieron la del gobernador salteño, quien jamás quiso luchar y ante las insistencias de un vencedor caudillo riojano presentara su renuncia el 19 de noviembre e inmediatamente huyó a territorio boliviano. Quizás temiera que sus tropas se desmoralizaran al ver a los dragones de Quiroga, como había pasado a Lamadrid, o tratara de ganar tiempo para conseguir apoyo boliviano. Al final, quedó a cargo de su provincia a cargo del coronel Pablo Latorre, quien se unió a los pactos con los federales. Con la caída de Alvarado desapareció el último jefe importante del llamado Ejército Nacional de los unitarios. Los focos residuales de resistencia unitaria fueron aplastados por Latorre en Canteros (8 de enero de 1832), Cerrillos (8 de febrero) y Pulares (7 de noviembre).

### Destino de Tucumán
El 2 de diciembre, en San Miguel, las provincias de La Rioja y Salta firmaron un tratado de paz. Los salteños se comprometían a seguir las políticas federales y pagar indemnizaciones a los riojanos: 30 000 pesos, 14 500 cabezas de ganado en dos años, 2000 caballos y 800 bueyes. Tucumán, la otra provincia unitaria, se salvó de pagar una gran indemnización por la influencia del coronel Alejandro Heredia, quien asumió el gobierno de la provincia; también influyó para que Latorre quedará a cargo de Salta, irónicamente, años después se enfrentaron y Heredia depuso a su antiguo aliado. Los líderes unitarios más destacados del Tucumán fueron a pagar las contribuciones de guerra exigidas por Quiroga, pero nunca se saldaron en su totalidad por la amistad que tenía con el nuevo gobernador tucumano. El 28 de febrero de 1832, Adeodato de Gondra y Juan Bautista Paz, ministros secretarios de gobierno de Santiago del Estero y Tucumán respectivamente, firmaron un tratado de alianza y amistad por el que las partes quedaban obligadas a auxiliarse mutuamente. Este tratado fue diseñado para defenderse un posible retorno de Javier López desde Bolivia. Además, la premura con que firmó alianzas con Catamarca y Santiago del Estero indican que Heredia busca la hegemonía en el noroeste, mientras que la lentitud para ingresar en la Liga Federal fueron una señal inicial que iba a resistirse a la autoridad de Rosas.

### Roces con Bolivia
Por esa época una comisión de salteños y jujeños llegaba a La Paz para solicitarle al presidente de Bolivia, mariscal Andrés de Santa Cruz, la anexión de su provincia a su país, república mucho más estable en ese entonces que la Confederación. Alvarado había pedido ayuda a ese país, informándole al prefecto de Sucre, Hilarión Fernández, que la provincia de Salta y posiblemente la de Tucumán estarían dispuestas a anexarse a Bolivia. Al enterarse de aquello, López y Rosas exigieron la renuncia de Alvarado. En respuesta, la sala salteña votó una ley secreta (que no aparece en sus actas) por la que su provincia quedaba bajo protección boliviana.
Santa Cruz no se mostró muy favorable y la guerra que estalló en el Perú le dio una excusa para evitar el conflicto: «No podemos admitirla [a Salta] sin conculcar nuestras leyes y sin sancionar un principio anarquizador en el derecho internacional».
En los años siguientes, Heredia siguió advirtiendo de la amenaza que suponían los emigrados unitarios que conspiraban en Bolivia, pero Rosas lo desestimó, «el gobierno de Bolivia es un poder tan débil, que una declaración de guerra de esta Republica seria bastante para hacerlo bambolear». Rosas estaba más preocupado de la disputa por Tarija y de limpiar de opositores unitarios al país, especialmente poderosos en Salta. Sin embargo, no deseaba que el gobernador de Tucumán se volviera demasiado poderoso. Heredia, más preocupado de la integridad territorial de la Confederación, intentó ganarse a los unitarios permitiéndoles obtener el gobierno de Salta en 1835, lo que llevó a Rosas a plantearse una campaña contra la provincia. Un año después, Javier López intentó invadir Tucumán, pero fue vencido y fusilado. Su expedición fue la excusa usada por Heredia para intervenir en las provincias vecinas como hegemón regional y volviéndose cada vez más independiente de Buenos Aires. Se cree que Santa Cruz apoyo el retorno de estos exiliados creyendo que si volvían al poder le permitirían anexarse el noroeste del país.

### Importancia
La provincia más beneficiada con la victoria fue La Rioja, que obtuvo concesiones económicas del Cuyo, Catamarca y Santiago del Estero. Esto solidificó la hegemonía personal de Quiroga en el noroeste, que empezó a entrar en disputa con Heredia, quien buscaba lo mismo. Camogli considera que esta batalla significó el fin de la segunda etapa de las guerras civiles. Para él, esta victoria federal fue tan significativa como la de Cepeda, la diferencia estuvo en que en esta ocasión, los unitarios serían incapaces de cuestionar el orden federal, que sería dominante hasta Pavón. Sin embargo, el problema de la desorganización nacional tendría que ser solucionado por una dictadura fuerte. El historiador también señala que de haberse respetado el Tratado del Pilar de 1820, esta segunda etapa jamás se hubiera producido.
Para Gustavo Paz, la derrota de Lamadrid «trajo aparejada la uniformidad política del país, ahora en manos de los federales, bajo el predominio de los tres caudillos más importantes, Rosas, López y Quiroga». Gracias al apoyo militar de los dos primeros, el tercero recuperó el control de las provincias interiores del país. En cambio, Felipe Barreda y Laos interpretó que el éxito militar de Quiroga en realidad solo significó el afianzamiento del poder de Rosas en las provincias del interior. Otra interpretación tiene Damián Hudson, para quien la victoria significó en la destrucción de las últimas fuerzas regulares que tenían los unitarios y fue decisiva, pues marcó años de dominio de los caudillos provinciales sin un verdadero gobierno nacional. Quiroga se hizo dueño del norte y oeste del país, con la excepción de Santiago del Estero, provincia dominada por Ibarra. En cambio, Rosas y López, cooperando, controlaban todo el litoral hasta Córdoba. Adolfo Salías resumía las consecuencias de la batalla en que «Si se esceptúa á Córdoba, él [Quiroga] era el árbitro de todas las Provincias del Interior, de Cuyo y del Norte». Según Juan Liscano, los gauchos apoyaban a Quiroga y López, y por un juego de alianza, estos caudillos a Rosas, quien era un negociador y no un guerrero, como se comprobó en Caseros. Formaron un triunvirato, pero con la muerte de los dos primeros Rosas quedaría como amo absoluto de la Confederación a finales de la década. En cambio, Sarmiento afirma que la victoria de Quiroga «ha empujado fuera de los confines de la República, a los últimos sostenedores del sistema unitario», pero irónicamente no significó una mayor libertad para las provincias del interior, pues desde entonces Jujuy, Salta, Tucumán, Catamarca, La Rioja, San Juan, Mendoza y San Luis quedaron bajo su influencia, en una organización que en la práctica era tan unitaria como la que quiso imponer Bernardino Rivadavia: «la fusión unitaria más completa acababa de obrarse en el interior de la República, en la persona del vencedor».

### Especulaciones
Existe un debate sobre qué hubiera pasado si Paz no hubiera sido capturado. José María Rosa es pesimista sobre las posibilidades del unitario. En abril de 1831 «la situación de Paz era comprometida» con la pérdida del Cuyo y la incursiones federales en Córdoba, su derrota sería inevitable si la vanguardia de López se unía con la reserva de Balcarce, por eso intentó enfrentar por separado al santafesino. Esteban Dómina cree que esa batalla decisiva pudo darse cerca de El Tío. José Luis Romero también era pesimista, pues aunque Paz lograra entrar en Buenos Aires en 1831, «Tal vez hubiera pasado una cosa muy parecida a lo que ocurrió cuando entró tres años antes Lavalle».
Rosendo Fraga es mucho más optimista. Cree que de haberse enfrentado campalmente al brigadier López, el general Paz habría ganado, pues el jefe unitario siempre venció a las caballerías federales en toda batalla que le presentaron, lo que hace más probable que pudiera vencer a López o Balcarce; de hecho, es posible que si el caudillo santafesino fuera vencido el ministro de guerra se retirada a Buenos Aires. Luego, Paz podría haber retornado a Córdoba, realizar levas, reorganizarse y enviar tropas a reconquistar Cuyo o marchar él mismo contra Quiroga, a quien ya había vencido. En tal caso, las intrigas y disputas de mando que vivió Lamadrid con Javier López o Rudecindo Alvarado seguramente no habrían pasado y habría contado con fuerzas muy superiores a las que su sucesor tuvo en La Ciudadela, pudiendo recuperar el control del centro-norte del país. Posteriormente, a comienzos de 1832, un ejército de 6000 unitarios habría avanzado sobre Buenos Aires, venciendo a Rosas en sus cercanías, entrando y nombrado al federal moderado Juan José Viamonte como nuevo gobernador y convocado un Congreso Constituyente que se habría reunido en Córdoba en la segunda mitad del año. La Constitución resultante podría haber sido redactada por Juan Bautista Alberdi, combinando un presidencialismo fuerte con un federalismo flexible. El jefe unitario había demostrado su habilidad política, sabiendo debilitar o distanciarse de aliados incómodos sin romper con ellos, saber con cuáles gobernadores establecer alianzas o a cuáles desplazar y con quiénes reemplazarlos. Además, hábilmente jamás se pronuncia claramente a favor de los unitarios o federales, lo que le da margen de maniobra para negociar. Sólo afirma desear establecer un Congreso Constituyente que organice el país mientras él concentra el poder militar en los territorios bajo su control, pero manteniendo la igualdad jurídica entre provincias. De hecho, el brigadier López llega a considerar negociar con él en lugar de con Rosas, pero la dependencia económica de su provincia con Buenos Aires lo lleva a elegir al porteño. Así, de haber apartado a Rivadavia y a los promotores del fusilamiento de Manuel Dorrego y apoyarse en el moderado Esteban Echeverría, Paz podría haber sido presidente para el período 1832-1838, consolidando un gobierno central como habían logrado los chilenos, evitando décadas de caudillismo y guerras civiles.
Vicente Fidel López pensaba de modo similar: «Es muy posible que, si Paz hubiera podido sostenerse unos cuantos años, hubiese acabado por conquistarse la opinión». En su opinión, el jefe unitario no era intransigente, sino que «contemporizador y oportunista», sabiendo atraer a su lado a indiferentes y adversarios, «manteniéndose firme en su propósito de organizar una administración honrada, es lógico que habría llegado un momento en que se habría impuesto a unos y otros».